# Tancanhuitz (Messico)
Tancanhuitz (anche Tancanhuitz de Santos) è una municipalità dello stato di San Luis Potosí, nel Messico centrale, il cui capoluogo è la omonima località.
Conta 21.039 abitanti (2010) e ha una estensione di 134,05 km².